# Miomachairodus
Miomachairodus — вимерлий рід великих шаблезубих кішок підродини Machairodontinae. Він відомий із скам'янілостей міоценового віку в формації Бахе, Шеньсі, Китай і Єні Ескіхісар в Анатолії, Туреччина і зберігся до пізнього міоцену (ранній валлезій).